# Vladi Corda
Vladimir „Vladi“ Corda (auch Volodymyr Korobov ukrainisch Володимир Коробов Wolodymyr Korobow) ist ein ukrainisch-deutscher Geiger und Komponist. Seit 2006 besitzt er die deutsche Staatsbürgerschaft.

## Leben und Wirken
Corda erhielt im Alter von fünf Jahren den ersten Geigenunterricht und trat mit sieben Jahren öffentlich auf. Mit acht Jahren begann er zu komponieren. Es folgte ein Studium an der Nationalen Musikakademie der Ukraine in Kiew, das er 1996 als Musiker und Musiklehrer mit Diplom abschloss. Er war 1. Preisträger verschiedener nationaler Violin-Wettbewerbe in der UdSSR, Es folgten Konzertauftritte als Solist und Kammermusiker in der UdSSR.
Während seines Studiums wirkte er als Solist des Orchesters des russischen Verteidigungsministeriums in Moskau und spielte 1991 unter anderem vor Michail Gorbatschow und Boris Jelzin. Auch trat er in mehreren Theater-Produktionen auf. 1992 wurde er Mitglied des Solisten-Ensembles Kyivska kamerata. Ab 1994 absolvierte er als Solist des Kiewer Kammerorchesters Konzerte und Tourneen in bedeutenden Konzertsälen, u. a. in Europa, USA, Japan und China. Zudem war er Mitorganisator von Poesie-Abenden im Haus des Schriftsteller-Verbandes. Zwischen 1995 und 1997 lehrte er außerdem als  Dozent an der Kiewer Kinder Akademie der Kunst.
Seit 1998 konzertierte Corda mit den von ihm gegründeten Ensembles Trio Arco und Duo Cordi bei verschiedenen Festivals und im Rahmen des Kulturprogramms des Zentralrats der Juden in Deutschland. Als Solist spielte er ab 2003 europaweit, zum Beispiel beim 52. Festival Internacional de Santander (FIS) in Spanien sowie in Turin, Sofia und Antalya. Zwischen 2003 und 2006 wirkte er als Konzertmeister mehrerer Kammerorchester in Berlin und Potsdam und als stellvertretender Konzertmeister des Preußischen Kammerorchesters.
Ab 2006 war Corda Mitbegründer, Künstlerischer Leiter und Konzertmeister des Berliner Residenzorchesters, mit dem er in der Berliner Philharmonie, dem Berliner Dom und dem Konzerthausorchester auftrat und bei der Amtseinführung des Bundespräsidenten Christian Wulff im Jahr 2010 spielte. Zwischen 2006 und 2015 hat Vladi Corda mehr als 1000 Konzerte als Solist und Leiter des Berliner Residenzorchesters gespielt.
2017 war er zu Gast Corda bei MTV unplugged. Im Jahr 2018 gründete er das Kammerorchester Corda Chamber Orchestra Berlin. Von 2018 bis 2023 war er Regionalleiter beim Lerninstitut Arte in Berlin. Seit 2023 ist er festangestellter Dozent für das Fach Violine an der „Hans-Werner-Henze-Musikschule“ in Berlin-Marzahn.

## Werke
Seit 2000 schrieb Corda verschiedene Kompositionen im Auftrag der Kulturforum Stiftung Berlin, die Uraufführungen erfolgten gemeinsam mit dem Organisten Lothar Knappe.